# الفترة الثورية الأيرلندية
كانت الفترة الثورية في التاريخ الإيرلندي بين العقد الثاني وأوائل العقد الثالث من القرن العشرين، عندما تحول الرأي القومي الإيرلندي من الحزب البرلماني الإيرلندي المؤيد للحكم الذاتي إلى حركة شين فين الجمهورية. كانت هناك عدة موجات من الاضطرابات المدنية المرتبطة بموالين أولستر والنقابات العمالية، ما أدى إلى نشوب حرب الاستقلال الإيرلندية، وتشكيل الدولة الإيرلندية الحرة، وتقسيم إيرلندا، والحرب الأهلية الإيرلندية.
يُعرِّف بعض المؤرخين المعاصرين الفترة الثورية على أنها الفترة من 1912 أو 1913 إلى 1923، أي منذ تقديم قانون الحكم الذاتي الثالث إلى نهاية الحرب الأهلية، أو أحيانًا بشكل أضيق مثل الفترة من عام 1916 إلى عام 1921 أو 1923، أي من ثورة عيد الفصح إلى نهاية حرب الاستقلال أو الحرب الأهلية.
وُصفت السنوات الأولى للدولة الحرة، عندما حكمها حزب كومان نا إنغاهيل المؤيد للمعاهدة، بأنها ثورة مضادة.

## الملخص
بدا أن الحكم الذاتي مؤكدًا عندما احتفظ الحزب البرلماني الإيرلندي (آي بّي بّي) بقيادة جون ردموند في عام 1910 بتوازن القوى في مجلس العموم البريطاني وقُدم قانون الحكم الذاتي الثالث في عام 1912. كانت المقاومة الاتحادية فورية، مع تشكيل متطوعو أولستر (يو في إف). في المقابل، تأسس جيش المتطوعين الإيرلنديين في عام 1913 لمعارضتهم ومنع إدخال يو في إف للحكم الذاتي في أولستر. أدى إغلاق دبلن في نفس العام إلى إنشاء الجيش المدني الإيرلندي.
في سبتمبر عام 1914، وفور اندلاع الحرب العالمية الأولى، أقر برلمان المملكة المتحدة قانون حكومة إيرلندا لعام 1914، المعروف باسم قانون الحكم الذاتي، لتأسيس الحكم الذاتي لإيرلندا، ولكن عُلق هذا القانون طوال فترة الحرب. أيد القادة القوميون الإيرلنديون و آي بّي بّي تحت قيادة ريدموند مشاركة إيرلندا في المجهود الحربي البريطاني، اعتقادًا منهم أنه سيضمن تنفيذ الحكم الذاتي بعد الحرب.  عارضت مجموعة أساسية من القادة داخل المتطوعين الإيرلنديين هذا القرار، لكن غالبية الرجال غادروا لتشكيل المتطوعين الوطنيين، الذين جُند بعضهم في الأفواج الإيرلندية في الجيش البريطاني الجديد، الفرقة الإيرلندية العاشرة والسادسة عشر، نظراء الفرقة 36 (أولستر) الاتحادية. قبل انتهاء الحرب، بذلت بريطانيا جهدين متضافرين لتنفيذ الحكم الذاتي، أحدهما في مايو 1916 ومع الاتفاقية الإيرلندية خلال 1917-1918، لكن لم يتمكن القوميين والاتحاديين من الموافقة على شروط العزل المؤقت أو الدائم لأولستر من موقعها.
تميزت الفترة 1916-1921 بالعنف السياسي والاضطراب، وانتهت بتقسيم إيرلندا واستقلال 26 مقاطعة من 32 مقاطعة. حصلت محاولة عسكرية فاشلة من قبل المتطوعين الإيرلنديين والجيش المدني الإيرلندي للحصول على استقلال إيرلندا مع ثورة عيد الفصح عام 1916. رغم أن دعم المتمردين كان ضئيلًا، إلا أن إعدام خمسة عشر شخصًا رميًا بالرصاص، واعتقال أو احتجاز مئات آخرين، وفرض الأحكام العرفية، تسبب في تحول عميق في الرأي العام تجاه القضية الجمهورية في إيرلندا. بالإضافة إلى ذلك، أدى التهديد غير المسبوق المتمثل في تجنيد الإيرلنديين في الجيش البريطاني في عام 1918 (للخدمة على الجبهة الغربية نتيجة هجوم الربيع الألماني) إلى تسريع هذا التغيير. في انتخابات ديسمبر 1918، فاز حزب المتمردين شين فين بثلاثة أرباع مجموع المقاعد في إيرلندا. اجتمع سبعة وعشرون من هؤلاء النواب في دبلن في 21 يناير 1919 لتشكيل برلمان جمهورية إيرلندا المكون من 32 مقاطعة.